# Hippeastrum euryphyllum
Hippeastrum euryphyllum es una especie de amarilis del género Hippeastrum. Es un taxón endémico de la Argentina.

## Distribución y hábitat
Hippeastrum euryphyllum es un microendemismo del nordeste de la Argentina, en el sector norte de la mesopotamia de dicho país, en el centro-este de la provincia de Corrientes.
Específicamente habita en la comarca del Paraje Tres Cerros (departamento General San Martín), en las laderas rocosas de un conjunto serrano que se eleva unas pocas decenas de metros sobre la llanura loéssica, la cual está muy explotada por la explotación pecuaria y el cultivo de arroz.

## Descripción
Hippeastrum euryphyllum puede distinguirse de las demás especies del género por las flores en forma de trompeta de un color amarillo-cremoso claro, por los brazos del estilo muy cortos y por las hojas anchas y relativamente cortas.

## Taxonomía
Hippeastrum euryphyllum fue descrita originalmente en el año 2003 por el botánico chileno Pierfelice (Pedro Félix, Pierre Félice) Ravenna. Su autor lo dio a conocer en su autopublicación denominada “Onira, Botanical Leaflets”, la cual no respondería a los estándares del código nomenclatural, por lo que se postula que los taxones allí publicados caerían en la categoría de nombres ilegítimos.
Localidad y ejemplar tipo
El ejemplar holotipo fue colectado por A. Krapovickas y C. L. Cristóbal el 29 de enero de 1976. La localidad tipo es: Cerro Capará, Tres Cerros, Corrientes, Argentina.
Etimología
Etimológicamente el término genérico Hippeastrum podría derivar de Hippo, una palabra en idioma griego que significa ‘caballo’ y aster que en latín  se traduce como ‘estrella’. Si bien se podría encontrar un parecido entre sus yemas a punto de abrir y la oreja de un caballo y, más claramente, entre la flor y una estrella de 6 puntas, en realidad no se sabe por qué en 1837 el reverendo William Herbert eligió ese nombre. 
Especies relacionadas
La especie se encuentra dentro del subgénero Macropodastrum, caracterizado por agrupar especies de flores generalmente blancas con largos tubos. En la Argentina se registran otras 3 especies de este subgénero: H. guarapuavicum, H. parodii e H. argentinum (son sinónimos de esta última: H. tucumanum, H. candidum e H. immaculatum).